# پاسکال تایو
پاسکال تایو (فرانسوی: Pascal Tayot‎؛ زادهٔ ۱۵ مارس ۱۹۶۵) جودوکار اهل فرانسه بود.
وی در مسابقات کشوری و بین‌المللی در مجموع برندهٔ ۱ مدال طلا، ۱ مدال نقره شده‌است.